# We Talk Too Much
We Talk Too Much è il terzo album in studio di Francis Rossi, realizzato in collaborazione con Hannah Rickard, pubblicato il 15 marzo 2019.

## Tracce
1. I'll Take You Home (Rossi/Rickard)
2. I've Tried Letting It Go (Rossi/Rickard)
3. Oughta Know by Now (Rossi/Rickard)
4. But I Just Said Goodbye (Rossi/Young)
5. Waiting for Jesus (Hannah Rickard/Howard Rickard)
6. I'm Only Happy (Rossi/Rickard)
7. Rearrange (Rossi/Frost)
8. I Talk Too Much (Rossi/Young)
9. Heartbreaker (Hannah Rickard/Howard Rickard)
10. Good Times Bad Times (Rossi/Rickard/Young)
11. Sinking in Blue (Rossi/Young)
12. Maybe Tomorrow (Rossi/Rickard)